# Gary Etherington
Gary Etherington (Londres; 22 de abril de 1958) es un exfutbolista estadounidense nacido en Inglaterra que jugó como centrocampista.

## Selección nacional
Su primer partido con Estados Unidos fue en una victoria por 2-1 sobre El Salvador. Su último partido fue en 1979, en una derrota el 3 de febrero ante la Unión Soviética.

## Clubes
| Club                            | País           | Año       |
| ------------------------------- | -------------- | --------- |
| New York Cosmos                 | Estados Unidos | 1977-1979 |
| Los Angeles Aztecs              | Estados Unidos | 1980      |
| San Jose/Golden Bay Earthquakes | Estados Unidos | 1981-1983 |
| New York Arrows                 | Estados Unidos | 1983-1984 |
| Minnesota Strikers              | Estados Unidos | 1984-1988 |
| San Diego Sockers               | Estados Unidos | 1988-1989 |

## Palmarés

### Títulos nacionales
| Título                       | Equipo          | País           | Año  |
| ---------------------------- | --------------- | -------------- | ---- |
| North American Soccer League | New York Cosmos | Estados Unidos | 1977 |
| North American Soccer League | New York Cosmos | Estados Unidos | 1978 |

### Distinciones individuales
| Distinción                                        | Año  |
| ------------------------------------------------- | ---- |
| Novato del año de la North American Soccer League | 1978 |